# 10-ヒドロキシジヒドロサンギナリン 10-O-メチルトランスフェラーゼ
10-ヒドロキシジヒドロサンギナリン 10-O-メチルトランスフェラーゼ(10-hydroxydihydrosanguinarine 10-O-methyltransferase、EC 2.1.1.119)は、以下の化学反応を触媒する酵素である。
S-アデノシル-L-メチオニン + 10-ヒドロキシジヒドロサンギナリン{\displaystyle \rightleftharpoons }S-アデノシル-L-ホモシステイン + ジヒドロケリルビン
従って、この酵素の2つの基質はS-アデノシル-L-メチオニンと10-ヒドロキシジヒドロサンギナリン、2つの生成物はS-アデノシル-L-ホモシステインとジヒドロケリルビンである。
この酵素は、転移酵素、特に1炭素基を転移させるメチルトランスフェラーゼのファミリーに属する。系統名は、S-アデノシル-L-メチオニン:10-ヒドロキシジヒドロサンギナリン 10-O-メチルトランスフェラーゼである。この酵素は、アルカロイドの生合成に関与している。